# Society for the Protection of Nature in Israel
Die Society for the Protection of Nature in Israel (SPNI)
(hebräisch הַחֶבְרָה להֲגַנַּת הַטֶּבַע HaChevrah LəHagannat HaṬeva, deutsch ‚Die Gesellschaft für Verteidigung der Natur‘) ist die größte israelische Naturschutzorganisation. Sie wurde 1953 gegründet und hat ihren Sitz in Tel Aviv. Mit über 100.000 Mitgliedern ist sie eine der größten israelischen zivilgesellschaftlichen Organisationen.

## Geschichte
Im Jahr 1953 gehörten Asarjah Allon, Jaʿaqov Chaim Hoofien, Heinrich Mendelssohn und Amotz Zahavi zu den maßgeblichen Gründern der SPNI. Sie ergriffen die Initiative in der wirtschaftlichen Frühphase Israels als Reaktion auf die geplante landwirtschaftliche Erschließung der Chulaebene im Norden des Landes ins Leben gerufen. Während sich die SPNI nach ihrer Gründung zunächst eng an der Regierungspolitik orientierte, wurde die Organisation in den 80er Jahren zunehmend eigenständig politisch aktiv und organisierte teilweise Proteste gegen umweltpolitische Entscheidungen von staatlichen Behörden. Rund 800 Mitarbeiter arbeiten für SPNI in unterschiedlichen Bereichen, wie dem Artenschutz, der Umweltbildung (Field Schools), der Jugendarbeit, dem Vogelschutz und dem Umwelttourismus. Die verschiedenen Arbeitsbereiche sind in mehrere Abteilungen aufgeteilt.
SPNI ist der israelische Partner von BirdLife International und gehört innerhalb der Organisation zur Europäischen Sektion. Von Euronatur ist SPNI der israelische Projektpartner. 2010 gab es einen bilateralen Kontakt zwischen der deutschen Naturschutzjugend des NABU und der Abteilung für Umweltbildung der SPNI.
Während des Krieges Israels gegen die Hamas 2023 unterstützte SPNI über 100 Familien, die aus der Grenzregion von Gaza evakuiert wurden, aber keine staatliche Unterstützung erhielten, weil sei mehr als 4 Kilometer von der Grenze entfernt lebten. Dazu zählten Bewohner von S’derot. SPNI brachte die Menschen, bei denen es sich teilweise um äthiopisch-stämmige und indisch-stämmige Juden handelt, kostenlos in seinen field schools in ganz Israel unter.

## Arbeitsbereiche

### Abteilung für Umwelt- und Naturschutz (Environmental Protection Division)
Das größte Arbeitsfeld ist der Natur- und Umweltschutz. SPNI’s Environmental Protection Division (EPD) überwacht beispielsweise die zunehmende Landschaftsversiegelung und versucht rechtlich dagegen vorzugehen.
Die Abteilung arbeitet u. a. an folgenden Themen:
- Flüsse Viele Flüsse in Israel sind drenagiert und begradigt. Oft werden die Flüsse und Bäche als Wasserlieferant für die Industrie, Landwirtschaft und die private Wasserversorgung übernutzt. SPNI arbeitet mit einer Flussrenaturierungs-Kampagne an diesem Problem.
- Integriertes Küstenzonenmanagement
- Lobbyarbeit
- Verkehr/Luftqualität

SPNI betreibt Field Schools auf dem Hermon, dem Golan, Alon Tavor, Achziv, dem Meron, Ein Gedi, Har Ha Negev, Hazeva und Eilat.

### Abteilung für Vogelschutz (Bird Division)
SPNI betreibt ein Artenschutzprojekt zum Monitoring von Greifvögeln. Das Projekt wird von der israelischen Energieversorgungsgesellschaft und dem LIFE-Projekt der EU finanziert.
Der in der Nähe der jordanischen Grenze gelegene Kibbuz Kfar Ruppin baut SPNI zu einer integrierten Vogelstation aus. SPNI betreibt Field Schools auf dem Hermon, dem Golan, Alon Tavor, Achziv, dem Meron, Ein Gedi, Har Ha Negev, Hazeva und Eilat.

### Israel Trails Committee (ITC)
Als Abteilung der SPNI ist das Trail Committee zuständig für die Beschilderung und Instandhaltung von Wanderwegen mit einer Gesamtlänge von 10.000 Kilometern. Davon gehören 950 Kilometer zum landesweiten Israel National Trail. Hauptamtliche der SPNI sind mit der Instandhaltung der Wege beschäftigt.

## American Society for the Protection of Nature in Israel (ASPNI)
Die ASPNI wurde als Auslandsorganisation 1986 zu Unterstützung der Arbeit der SPNI in Israel von amerikanischen Juden gegründet.